# 本草中國
《本草中国》（英語：The Tale of Chinese Medicine），又名“老藥工”，是一部由上海東方傳媒集團和云集將來傳媒(上海)有限公司制作的電視紀錄片，也是中國史上第一個跨平台播出的紀錄片和首部反映中醫藥文化的系列紀錄片。
該片由國家衛生計生委宣傳司支持，國家中醫藥管理局辦公室專業指導，中國人口文化促進會監製，於2016年5月20日在江蘇衛視首播。

## 爭議
《本草中国》第一季的片頭被指抄袭美國公司Netflix 2014年製作的電視劇馬可·波羅片頭。《本草中国》製作方並沒有回應。

## 分集
《本草中国》采用主题式分集，第一季包括《時間》、《年華》、《雙面》、《境界》、《沉浮》等10集正片。每集圍繞一個既定主題展開，從現代人生活的角度出發，尋找符合內涵的相關中藥材。
| 分集 | 名称 | 首播日期       | 外部链接                                                | 藥材/内容                                        |
| ---- | ---- | -------------- | ------------------------------------------------------- | ------------------------------------------------ |
| 1    | 時間 | 2016年5月20日  | 视频 （页面存档备份，存于） 介绍 （页面存档备份，存于） | 紅花、藏紅花、紅曲、天麻、霜桑葉、陳皮           |
| 2    | 年華 | 2016年5月27日  | 视频 （页面存档备份，存于） 介绍 （页面存档备份，存于） | 石斛、靈芝、凉茶、珍珠、膏方                     |
| 3    | 雙面 | 2016年6月3日   | 视频 （页面存档备份，存于） 介绍 （页面存档备份，存于） | 附子、何首烏、芡实、龙血树                       |
| 4    | 境界 | 2016年6月10日  | 视频 （页面存档备份，存于） 介绍 （页面存档备份，存于） | 人参、甘草、白芍、地黄、化橘红、阿胶             |
| 5    | 相遇 | 2016年6月17日  | 视频 （页面存档备份，存于） 介绍 （页面存档备份，存于） | 龜齡集、杜仲、牛膝、蜈蚣、蝎子                   |
| 6    | 根脈 | 2016年6月27日  | 视频 （页面存档备份，存于） 介绍 （页面存档备份，存于） | 山藥、紅景天、珍珠、雄黃、枸杞、甘草、當歸、白芍 |
| 7    | 新生 | 2016年11月24日 | 视频 （页面存档备份，存于） 介绍 （页面存档备份，存于） | 牛黃(安宮牛黃丸)、 青黛(青黃散)、青蒿(青蒿素)    |
| 8    | 沉浮 |                | 视频 （页面存档备份，存于） 介绍 （页面存档备份，存于） | 菊花、大黃(清寧片)、紅豆杉、冬蟲夏草、養陰丸     |
| 9    | 有情 |                | 视频 （页面存档备份，存于） 介绍 （页面存档备份，存于） | 紅景天、黃連                                     |
| 10   | 责任 |                | 视频 （页面存档备份，存于） 介绍 （页面存档备份，存于） | 摄制组訪問                                       |